# Alejandro Muñiz Ruiz
Alejandro Muñiz Ruiz (Pontevedra, 24 mei 1991) is een Spaans voetbalscheidsrechter. Hij is in dienst van FIFA en UEFA sinds 2023. Ook leidt hij sinds 2021 wedstrijden in de Primera División.
Op 21 augustus 2021 leidde Muñiz zijn eerste wedstrijd in de Spaanse nationale competitie. Tijdens het duel tussen Deportivo Alavés en RCD Mallorca (0–1) trok de leidsman zesmaal de gele kaart, waarvan twee voor Rubén Duarte van de thuisploeg, die daardoor het veld moest verlaten. Zijn eerste interland floot hij op 26 maart 2024, toen Colombia met 3–2 won van Roemenië door doelpunten van Jhon Córdoba, Jhon Arias en Yáser Asprilla en tegentreffers van Ianis Hagi en Florin Tănase. Tijdens deze wedstrijd deelde Muñiz aan twee Colombianen en twee Roemenen een gele kaart uit.

## Interlands
| Datum         | Plaats         | Wedstrijd           | Uitslag | Competitie        | Kreeg geel | Kreeg voor de tweede keer geel en dus rood | Weggestuurd |
| ------------- | -------------- | ------------------- | ------- | ----------------- | ---------- | ------------------------------------------ | ----------- |
| 26 maart 2024 | Madrid, Spanje | Colombia – Roemenië | 3 – 2   | Vriendschappelijk | 4          | 0                                          | 0           |

Laatst bijgewerkt op 28 maart 2024.